# Monopollage (Wein)
Eine Monopollage ist eine offiziell klassifizierte Einzellage, die nur einem einzigen Besitzer gehört. Beispiele hierfür finden sich in Burgund, wo die Lagen La Tâche und Romanée-Conti im Alleineigentum des Weingutes Domaine de la Romanée-Conti stehen oder auch in Deutschland, wo die Lage Brudersberg allein vom Weingut Heyl zu Herrnsheim, die Lage Stein-Harfe vom Bürgerspital und die Lage Walporzheimer Gärkammer nur vom Weingut J. J. Adeneuer bewirtschaftet wird. 
In der Regel teilen sich bei klassifizierten Lagen mehrere Weingüter den Besitz einer Lage. Ausnahmen bilden arrondierte Lagen, wie z. B. auch das Ingelheimer Weingut Schloss Westerhaus, Schloss Johannisberg im Rheingau oder das Weingut Karthäuserhof an der Ruwer.